# A Red Zebra Is Not a Dead Zebra
A Red Zebra Is Not a Dead Zebra is een album van de Belgische punkgroep Red Zebra uit 1994. De plaat verscheen bij ClassiX.

## Nummers
1. Intro (live)
2. Polar Club (live)
3. Small Talk (live)
4. Ultimate Stranger (live)
5. This Man for Hire (live)
6. The Beauty of the Beast (live)
7. I'm Falling Apart (live)
8. Paradise Lost (live)
9. Shadows of Doubt (live)
10. TV Activity (live)
11. Mice and Men (live)
12. Man Comes from Ape (live)
13. Art of Conversation (live)
14. The Isle of White (live)
15. I Can't Live in a Living Room (live)
16. Bastogne (live)
17. Transmission (live)
18. Innocent People (live)

## Meewerkende artiesten
Muzikanten
- Bruno Melon (gitaar, percussie)
- Geert Maertens (gitaar)
- Johan Isselée (drums)
- Peter Slabbynck (zang)
- Pieter Vreede (basgitaar)